# Anne Marit Jacobsen
Anne Marit Jacobsen, född den 7 november 1946 i Oslo, är en norsk skådespelare och sångare, dotter till Randi Heide Steen och barnbarn till Signe Heide Steen.
Jacobsen scendebuterade 1969 som Rikke i Narren og hans hertug av Stein Mehren på Nationaltheatret, där hon har varit anställd sedan 1970. Hon var på Fjernsynsteatret en gripande Hedvig i Henrik Ibsens Vildanden, och har gästat vid Den Nationale Scene som Inger i Kaj Munks Ordet. Hon har en osedvaligt bred repertoar; på Nationaltheatret har hon utmärkt sig lika mycket i farser och komedier (Ken Hills Bloody Mary, Ludvig Holbergs Den Vægelsindede, Oscar Wildes The Importance of being Earnest) som i världsdramatiken (hustrun i Dostojevskijs De besatta, Sonja i Tjechovs Onkel Vanja, Viola i Trettondagsafton) och i moderna problemdramer (huvudrollen i Åge Rønnings Kolbes Reise). På Teatret på Torshov har hon spelat så olika roller som fru Linde i Et dukkehjem, titelrollen i Shakespeares Kung Johan och Rosa i Dario Fos Clacson, Trombette e Pernacchi. I särställning står Willy Russells enkvinnomonolog Lilli Valentin (premiär 1989).
Hon har också utmärkt sig i revyer, och var primadonna i Edderkoppens öppningsföreställning På nett med byen 2003-2004, som även visades i tv 2005. NRK:s prisbelönta Montreux-bidrag Hilde? På TV?! (1986) var uppbyggd kring hennes mångsidiga talang som sångare och underhållare. Vid flera tillfällen har hon uppträtt som jazzsångare och spelat traditionell folkmusik.